# Renato Ibarra
Renato Ibarra (Ambuquí, 20 de janeiro de 1991), é um futebolista Equatoriano que atua como ponta direita. Atualmente, joga pelo Independiente del Valle.
É irmão, Romario Ibarra, também é um jogador de futebol profissional e representou a Seleção Equatoriana de Futebol. 

## Títulos
América
- Campeonato Mexicano: 2018

Atlas
• Campeonato Mexicano: 2021, 2022